# 함의 도입
논리학에서, 함의 도입(含意導入, 영어: implication introduction)은 가언 명제를 유도하는 추론 규칙이다.

## 정의
논리식 {\displaystyle P}를 가정으로 삼아 과정 {\displaystyle {\mathcal {D}}}를 통해 논리식 {\displaystyle Q}를 유도한 것을
{\displaystyle {\begin{matrix}P\\({\mathcal {D}})\\Q\end{matrix}}}
로 나타내자. 그렇다면 함의 도입은 다음과 같다.:183, §16.3.1:29, §2.4
{\displaystyle {\begin{matrix}[P]\\({\mathcal {D}})\\Q\\\hline P\implies Q\end{matrix}}}
여기서 {\displaystyle [P]}는 {\displaystyle P}의 가정을 취소한다는 뜻이다. 즉, 함의 도입을 사용하여 유도한 결론 {\displaystyle P\implies Q}는 {\displaystyle P}를 전제로 가정하지 않는다.

## 성질
명제 논리에서 성립한다. 1차 논리에서는 {\displaystyle {\mathcal {D}}}가 {\displaystyle P}의 자유 변수에 대한 전칭 도입을 사용하지 않을 경우에 한하여 성립한다.

## 예
고전 명제 논리 또는 직관 명제 논리에서, 논리식
{\displaystyle (P\land Q)\implies (Q\land P)}
를 함의 도입을 사용하여 다음과 같이 유도할 수 있다.
{\displaystyle {\begin{matrix}{\begin{matrix}[P\land Q]\\\hline \end{matrix}}\qquad {\begin{matrix}[P\land Q]\\\hline \end{matrix}}\\{\begin{matrix}Q\qquad \qquad \quad P\\\hline \end{matrix}}\\{\begin{matrix}\qquad \quad \;Q\land P\qquad \quad \;\\\hline \end{matrix}}\\(P\land Q)\implies (Q\land P)\end{matrix}}}
둘째 줄은 첫째 줄에서 연언 소거를 사용하여 유도하며, 셋째 줄은 둘째 줄에서 연언 도입을 사용하여 유도한다. 마지막 줄은 함의 도입을 사용한다.

## 같이 보기
- 함의 소거